# Planta Reo de México
Planta Reo de México, S.A. war ein mexikanischer Nutzfahrzeug- und Automobilhersteller mit Sitz in Monterrey. Trotz des Namensbestandteils Reo war das Unternehmen von der US-amerikanischen Reo Motor Car Company unabhängig.

## Geschichte
Die Produktion von Lastwagen und Bussen der Marke Reo begann am 15. Februar 1949, anfangs mit einer Kapazität von 150 Fahrzeugen pro Monat. Zu den im Inland produzierten Bauteilen zählten Karosserien, Batterien, Sitze, Verkleidungen usw. Der Verkauf der von der Planta Reo montierten Fahrzeuge erfolgte durch die Tochtergesellschaft Equipos Automotrices, die bereits zuvor Reo-Fahrzeuge vertrieben hatte. Maßgeblichen Anteil am Produktionsvorhaben hatte Arturo Garza, der die Produktion selbst aber nicht mehr erlebte. Neuer Geschäftsführer wurde Héctor Cortés (oder Cortez). Es wurden Reo-Lastwagen zwischen 6 und 14 Tonnen und mit einer Leistung bis zu 175 PS hergestellt. Ab Ende 1950 wurden auch Fahrzeuge der US-amerikanischen Marke Crosley (mutmaßlich) bis 1952 montiert.
Erst Ende der 1950er wurden wieder Personenkraftwagen ins Produktionsangebot aufgenommen. Rambler-Automobile waren in Mexiko bereits zwischen 1950 und  1957 von Armadora Mexicana (das später General-Motors-Händler wurde) montiert worden. Reo soll die gesamten Rambler-Produktpalette vom American bis zum Ambassador montiert und vertrieben haben. Am 31. Oktober 1959 wurde die Erweiterung des Werks feierlich eröffnet. Anvisiert war eine Jahresproduktion von 1500 Einheiten bzw. ein Auto und ein halber Lastkraftwagen pro Stunde. Ebenso wurden 30 Vertriebspartner im gesamten Land angegeben. Ende 1959 oder Anfang 1960 endete die Beziehung zu AMC aber wieder. Dafür gibt es zwei Annahmen: erstens mangelhafte Verkaufszahlen seitens Reo bzw. Meinungsverschiedenheiten zwischen dem Geschäftsführer Héctor Cortez und den AMC-Führungskräften. Tatsächlich waren 1958 nur 171 Rambler-Automobile verkauft worden, was einem Marktanteil von 0,7 % entsprach. Die zweite Annahme betrifft die Möglichkeit, eine erheblich lukrativere Vereinbarung mit Toyota zu schließen.
Reo erhielt nämlich im Laufe des Jahres 1960 eine Lizenz für die Herstellung (nicht nur die Montage) von Toyopet-Fahrzeugen und Toyota-Lastwagen, was für ein Unternehmen dieser Größe als sehr ehrgeizig bezeichnet werden kann. Damit war Toyota der zweite japanische Automobilhersteller in Mexiko nach Nissan. Im September (oder im Dezember) 1960 begann die Montage von Toyota-Automobilen (u. a. der Land Cruiser und der Corona) und große Lastwagen (Modell DA95LH-3). Die jährliche Stückzahl sollte 3000 betragen. Im Jahr 1962 konnten 1239 Toyotas verkauft werden (Marktanteil 3,1 %). Der relativ beliebte Toyopet Tiara soll in Monterrey bis Ende 1961 hergestellt worden sein, kurz darauf gefolgt vom Toyopet Crown. Im Oktober 1961 wurden die Werksanlagen für die Toyota-Produktion erweitert. Nachdem die Regierung 1962 politische Maßnahmen verabschiedet hatte, um die Automobilherstellung im Inland zu fördern, beantragte und erhielt die Planta Reo de México im Januar 1963 die Zulassung für die Marke Toyota.
Im Jahr 1963 wurde Héctor Cortés wegen Betrugs angeklagt und zeitweise inhaftiert.  Die Toyota-Produktion endete im März 1964 nach 3580 montierten Fahrzeugen. Das Unternehmen wurde am 13. September 1964 offiziell für insolvent erklärt.
Die Produktion der Reo-Lastwagen in Mexiko wurde ab 1964 durch Vehículos Automotores Mexicanos fortgesetzt. In den beiden Jahren nach dem Konkurs wurden die bereits hergestellten Toyopets mit starken Abschlägen verkauft. Toyota schloss seine eigene Vertriebsgesellschaft im April 1966 und zog sich vom mexikanischen Markt zurück, weil ihm im staatlich regulierten Markt der Partner fehlte (der laut Gesetz bereits hätte bestehen müssen). Als Hersteller sollte Toyota erst 2002 nach Mexiko zurückkehren.
Die Firma wurde mit Großbuchstaben (REO) und nur mit großem Anfangsbuchstaben (Reo) geschrieben. Die Quellen geben in diesem Punkt kein einheitliches Bild ab.